# هماغ بايين (سياهو)
هماغ بایین (بالفارسية: هماگ پایین) هي قرية تقع في إيران في قسم سياهو الريفي. يقدر عدد سكانها بـ 196 نسمة بحسب إحصاء 2016.